# アルバート・ローズ
アルバート・ローズ（Albert Rose, 1910年3月30日 - 1990年7月26日）は、ニューヨーク生まれのアメリカ合衆国の物理学者で、撮像管の開発に多大な貢献を残した。
彼は1931年、1935年にコーネル大学でそれぞれ物理学の学士号、博士号を取得した。その後RCAに入社し、撮像管の開発に従事した。
彼は光伝導の専門家として知られ、例えば、1963年にJohn Wiley & Sonsから"Concepts in photoconductivity and allied problems"という著書を出版している。
1990年に亡くなった。

## 特許
- US patent4,139,796：撮像装置のための光伝導
- US patent3,952,222：撮像対象の抽出
- US patent3,934,180：増感過程の静電的電荷像の再生産方法

## 受賞など
- IEEEエジソンメダル（1979年）
- IREモーリス・N・リーブマン記念賞（1946年）
- SMPTEデビッド・サーノフ賞
- IEEEフェロー
- アメリカ物理学会フェロー